# Séchu Sende
Xosé Luís González Sende, nacido en Padrón el 21 de junio de 1972, es un filólogo, escritor, regueifeiro, domador de pulgas y docente reintegracionista gallego, más conocido por su seudónimo Séchu Sende.

## Trayectoria
Licenciado en Filología Gallego-Portuguesa por la Universidad de Santiago de Compostela, es profesor de lengua y literatura gallega en el IES Marco do Camballón de Vila de Cruces, en Pontevedra. Se inició como poeta vinculado al Colectivo Serán Vencello Poético, siendo parte de la generación de los 90 para luego revelarse también como uno de los cuentistas de principios del siglo XXI. Fue uno de los fundadores del proyecto editorial Letras de Cal, en el que publicó su primer libro, Odiseas, en 1998. Como sociolingüista, fue cofundador de la Cooperativa Tagen Ata de Lengua y Comunicación, nombrado así por el libro Retorno a Tagen Ata del escritor Xosé Luís Méndez Ferrín. Algunos de sus textos han sido traducidos al ruso, checo, croata, bretón, sardo, kurdo, catalán o asturiano, las cuales son en su mayoría lenguas minorizadas.
Ha trabajado en publicidad social y, en este campo, entre sus creaciones se encuentra la campaña para la Universidad de Vigo "Busco amante gallego-hablante", eslogan popularizado en un tema de rock por el grupo musical Sacha na Horta. En el ámbito de la multimedia también formó parte del "Colectivo Sintrom" que se dedicó a la creación de música experimental, con los músicos Sergio Landrove, Helga Blanco y Xalo Gayoso. Uno de sus versos, "Eu nunca serei yo", fue transformado en una canción de punk cantado en castrapo por el cantautor O Leo i Arremecághona! y se ha convertido desde entonces en un lema reivindicativo de la lengua gallega En 2016, el grupo Caxade publicó "E isto é o amor" (Y esto es el amor), un CD que lleva el título de un poema de Séchu Sende al que también musicalizaron. Además, en 2016, la banda "Linho do Cuco" tomó inspiración en una historia de su libro "A República das Palavras" para titular su CD homónimo "Viva Viva". En 2017, en un proyecto en apoyo a la Escuela de Educación de Galicia Semente, Guadi Galego le puso música una canción escrita por Séchu Sende llamada "Luzia e o morcego" (Luzia y el murciélago).
Séchu Sende es también el creador del primer juego de rol en gallego, publicado por el Ayuntamiento de Santiago y la Asociación Sociopedagógica de Galicia, como actividad de dinamización lingüística de Correlingua destinado a alumnos, en el año 2002.
En 2008 participó, en el distrito de Nou Barris en Barcelona, al final del proceso de paz entre los colectivos armados Latin Kings y Ñeta, en un taller de narrativas personales con los líderes de las organizaciones, junto al poeta Celso Fernández Sanmartín  y en colaboración con los antropólogos Carles Feixa y Oriol Romaní. El proyecto quedó recogido en el libro colectivo Unidos por el Flow.
También es domador de pulgas en el Circo de Pulgas Carruselo, más conocido como Circo Galiza Pulgas, primera escuela de doma de pulgas del país.
En los últimos tiempos se ha vinculado de manera muy importante a las plataformas ciudadanas ecologistas y galleguistas Nunca Máis y Burla Negra.

## Obras

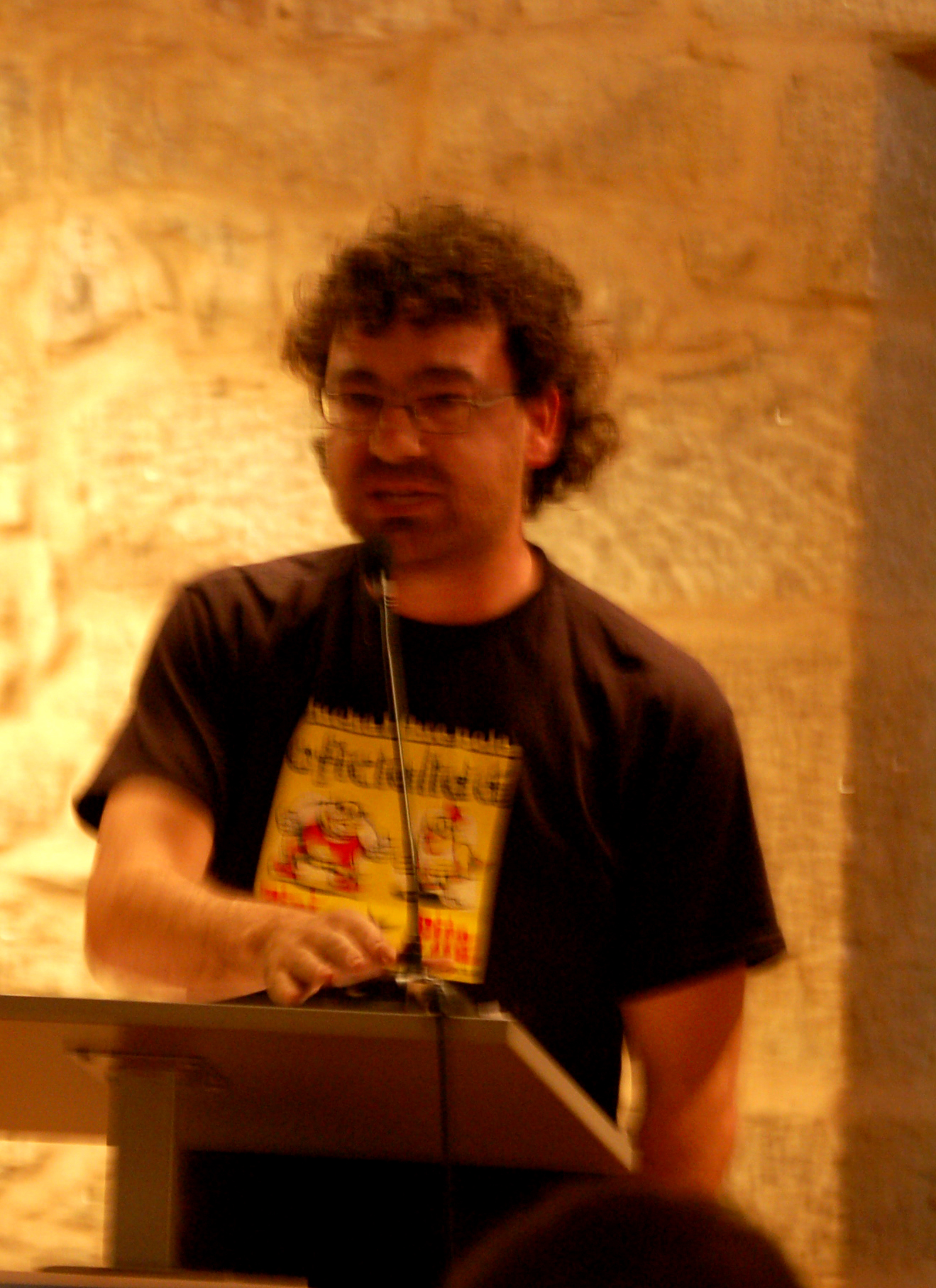
Séchu Sende dando una charla en 2009

- Odiseas. Libro de aventuras (1998). C.A Amaía, colección Letras de lima.
- Animais (2010 ). Santiago de Compostela: A través de Editora. 76 páginas ISBN 978-84-87305-38-2. Un conjunto de textos y diseños que forman un canto a la vida natural y una denuncia del progreso incomprendido, desde múltiples registros, desde la ironía y el humor hasta el surrealismo.
- Os cavalos estám a viver as nossas vidas (2011 ). Amastra-N-Gallar.

### Narrativa
- Origen (2004). Vigo : Galaxia. 172 páginas ISBN 978-84-8288-695-4. Un relato de relatos en los que la libertad y la conciencia social se reivindican como valores fundamentales del ser humano.[13]
- Made in Galiza (2007). Vigo: Galaxia. 160 páginas ISBN 978-84-7154-091-1 (undécima reimpresión, 2017). Traducido al kurdo[14] como Di geştan de jî ez ê lımın xwe winda nekim (Ni en sueños perderé mi lengua ), en la editorial Avesta. También está traducido al turco por el mismo editor; en euskera,[15] de la editorial Txalaparta; y en catalán,[16] con el título La venedora de parrours, de RBA (La Magrana. ISBN 978-84-8264-726-5 .)
- El cazador de brujas (2011). Santiago de Compostela: Ediciones do Trece. 96 páginas Colección O Lapis do Taberneiro.[17] La novela relata el encuentro del narrador con un sacapuntas inmigrante en Estados Unidos y precipitado por la historia y el azar en plena caza de brujas emprendida por el senador MacCarthy contra la industria cinematográfica de los años 40 y 50[18]
- La República de las Palabras (2015). Santiago de Compostela: Por. 164 páginas.. ISBN 978-84-87305-91-7. Conjunto de historias.

### Viajes
- Viaje al Kurdistán para cazar estrellas (2012) .[19] Ed. de autor 120 páginas ISBN 978-84-616-2384-6. Se trata de un libro de viajes ilustrado por el autor donde se narra una aventura autobiográfica en el norte de Kurdistán, en el estado turco, con un acercamiento a las emociones y vivencias del pueblo kurdo y su conflicto sociolingüístico.

### Ensayo
- El pueblo improvisador. Aventuras sobre la regueifa y la poesía oral (2022 ). Santiago de Compostela: Por. 176 páginas ISBN 978-84-16545-68-1.

### Libros Ilustrados
- Os sonhos de Maré (2013)[20] Issuu online. Un libro ilustrado basado en el poema "Falarás a nossa língua", un canto vitalista a favor de la lengua gallega en la infancia
- Canguro (2013).[21] Número en línea. Un libro infantil sobre la igualdad de género.
- Los tesoros de Baronha (2013).[22] Número en línea. Una especie de libro de viajes al fuerte de baroña.
- Dos noches en casa de la bruja (2013).[23] Número en línea. Un cuaderno de bocetos sobre el Courel y sus valores naturales.
- La comadreja y el taxidermista (2015). Cuentas: Diário Liberdade, Fundaçom Artábria y Semente. 60 páginas ISBN 978-8416121397.

- XXV Festival de Poesía núm. condado Sin mujeres no hay revolución (2011). S. do. D. Condado
- urbano Homenaje a Urbano Lugrís (2011). El barco de las ideas.

- Pelos en la lengua (2012). Junto a Artur Trillo, María Ordóñez y Avelino González. Representado por Talía Teatro.

- Lenguaje, sexo y rock'n roll (2012). Editorial Rastalavras, Club de Idiomas del IES Marco do Camballón y Festival Cruceiro Rock.
- Jabalí 18 (2013). EEI Monte da Guía/Ayuntamiento de Vigo/Galaxia.
- Día de la Toalla en Galicia (2014 ). a través de
- La Voz de los Mundos (2016 ). a través de

### Cortometrajes sobre sus textos
- Las manzanas casamenteras (2012).[24]
- En la oficina de objetos perdidos.[25]
- té[26]

## Premios
- Premio Blanco Amor 2003, por Orixe.[27]
- Premio Ángel Casal 2007 al mejor libro del año por Hecho en Galicia.[28]
- Di gêntan de jî ez ê lồmọ xwe winda nekim (Nin en sueños perderé mi lengua) fue elegido como el mejor libro publicado en kurdo en 2010.
- Premio María Casares 2012 al mejor texto por Pelos na Lingua.
- Premio Max 2012 al mejor texto en lengua gallega de Pelos na Lingua.[29]
- Premio María Casares 2022 al mejor texto por A parábola do angazo, de la compañía Talía Teatro.